# Onancock
Onancock és una població dels Estats Units a l'estat de Virgínia. Segons el cens del 2000 tenia 1.525 habitants.

## Demografia
Segons el cens del 2000, Onancock tenia 1.525 habitants, 656 habitatges, i 392 famílies. La densitat de població era de 560,8 habitants per km².
Dels 656 habitatges en un 23,6% hi vivien nens de menys de 18 anys, en un 41,3% hi vivien parelles casades, en un 16,3% dones solteres, i en un 40,1% no eren unitats familiars. En el 38% dels habitatges hi vivien persones soles el 24,7% de les quals corresponia a persones de 65 anys o més que vivien soles. El nombre mitjà de persones vivint en cada habitatge era de 2,19 i el nombre mitjà de persones que vivien en cada família era de 2,82.
Per edats la població es repartia de la següent manera: un 21,2% tenia menys de 18 anys, un 6,8% entre 18 i 24, un 21,6% entre 25 i 44, un 24,1% de 45 a 60 i un 26,3% 65 anys o més.
L'edat mediana era de 45 anys. Per cada 100 dones de 18 o més anys hi havia 73,1 homes.
La renda mediana per habitatge era de 28.214 $ i la renda mediana per família de 37.039 $. Els homes tenien una renda mediana de 25.956 $ mentre que les dones 19.250 $. La renda per capita de la població era de 18.393 $. Entorn del 8,4% de les famílies i el 15,3% de la població estaven per davall del llindar de pobresa.

## Poblacions més properes
El següent diagrama mostra les poblacions més properes.